# Amazonas (canción de Pedro Suárez-Vértiz)
«Amazonas» es una canción compuesta y escrita por el cantautor peruano Pedro Suárez-Vértiz, lanzado como primer sencillo promocional del álbum del mismo nombre, publicado en 2009.

## Información
La canción fue representativa en la Exposición Internacional de Zaragoza en el 2009.
La canción, además, identificó la campaña "Reciclar mueve el mundo" del Ayuntamiento de Madrid en España con motivo del "Día Mundial del Medio Ambiente".

## Créditos
- Pedro Suárez-Vértiz: Voz,autotune,guitarra,talkbox y armónica
- Thom Russo: Guitarra eléctrica, teclados, piano y programación
- Randy Cooke: Batería
- Juan Pérez: Bajo
- Manuel Cornejo: Guitarra acústica
- Veronik: Coros